# 下堡寺镇
下堡寺镇，是中华人民共和国河北省邢台市临西县下辖的一个乡镇级行政单位。

## 行政区划
下堡寺镇下辖以下地区：
北镇村、南镇村、东留善固村、张三寨村、邵庄村、西王庄村、西倪庄村、李六寨村、务头村、孙楼村、北杏园村、东高尔庄村、西高尔庄村、北胡庄村、万户庄村、东王庄村、丁庄村、肖大寨村、海尔寨村、马庄村、肖子固村、宋子固村、修子固村、刁庄村、赵子固村、阎子固村、李子固村、彭子固村、侯庄村和三圣庙村。